# George Phillips Bond
George Phillips Bond (20. května 1825 Boston – 17. února 1865 Cambridge) byl americký astronom, syn Williama Cranche Bonda.

## Život a kariéra
George Phillips Bond se narodil 20. května 1825 v Dorchesteru, městské části Bostonu, do rodiny astronoma Williama Cranche Bonda. Vystudoval Harvardovu univerzitu, kde studoval až do roku 1853.
Zpočátku se zajímal o přírodu a ptáky, ale po smrti svého staršího bratra Williama Cranche Bonda mladšího začal následovat svého otce a věnoval se astronomii. Po svém otci byl od roku 1859 až do jeho smrti ředitelem observatoře Harvardovy univerzity. Jeho bratrancem byl Edward Singleton Holden, první ředitel Lickovy observatoře.
V roce 1850 pořídil první fotografii hvězdy Vega a dvojhvězdy Mizar v roce 1857. Navrhl, že fotografii lze použít k měření hvězdné velikosti. Dále objevil řadu komet (včetně C/1850 Q1) a vypočítal jejich dráhy. Rovněž studoval Saturn a mlhovinu v Orionu. Společně se svým otcem objevil Saturnův měsíc Hyperion (který nezávisle objevil také William Lassell). Kromě svých astronomických příspěvků se také věnoval průzkumu Bílých hor v New Hampshire.
George Phillips Bond zemřel 17. února 1865 na tuberkulózu ve věku nedožitých 40 let.

## Ocenění
- V roce 1865 získal zlatou medaili Královské astronomické společnosti